# A Daughter's Sacrifice
A Daughter's Sacrifice è un cortometraggio muto del 1912 diretto da Edmund Lawrence e prodotto dalla Kalem Company. Distribuito in sala dalla General Film Company il 4 dicembre 1912, il film era interpretato da Tom Moore e da Alice Joyce.

## Produzione
Il film fu prodotto dalla Kalem Company.

## Distribuzione
Il film, un cortometraggio di una bobina, fu distribuito in sala dalla General Film Company il 4 dicembre 1912.
Nel 1915, la Kalem, la casa di produzione, venne venduta e  i suoi film vennero programmati per una nuova distribuzione nelle sale. A Daughter's Sacrifice fu uno dei film di cui venne curata la riedizione, sempre a cura della General Film Company, che lo fece uscire il 24 settembre 1915. Nel dicembre di quell'anno, il film fu adattato come racconto e pubblicato sul People's Popular Monthly.